# Чавдар (Софийская область)
Чавдар — село в Болгарии. Находится в Софийской области, входит в общину Чавдар. Население составляет 1282 человека (2022).

## Политическая ситуация
Кмет (мэр) общины Чавдар — Пенчо Стоянов Геров (Болгарская социалистическая партия (БСП)) по результатам выборов в правление общины.